# Gaillac

Gaillac este o comună în departamentul Tarn din sudul Franței. În 2009 avea o populație de 13.164 de locuitori.

## Evoluția populației
| An        | 1975   | 1982   | 1990   | 1999   | 2006   | 2009   |
| --------- | ------ | ------ | ------ | ------ | ------ | ------ |
| Populație | 10.573 | 10.389 | 10.378 | 11.073 | 12.397 | 13.164 |